# Fiat Oggi
Fiat Oggi – samochód osobowy klasy aut miejskich produkowany przez włoską markę FIAT w latach 1983–1985.

## Historia i opis modelu

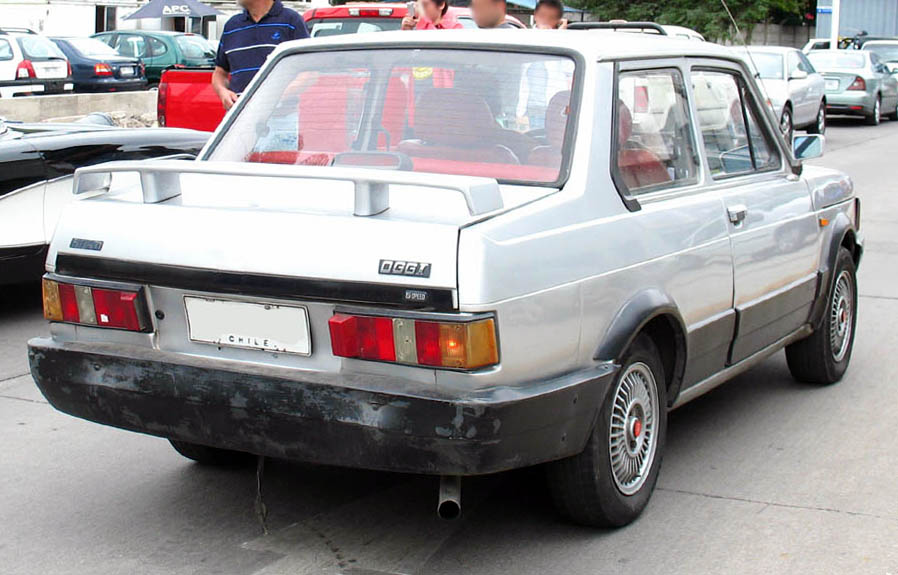
Fiat Oggi - tył

Oggi (wł. dzisiaj) to dwudrzwiowy sedan bazujący na Fiacie 147. Produkowany w Betim w Brazylii w latach 1983–1985, kiedy został zastąpiony przez Fiata Uno.

### Silnik
- R4 1,3 l (1297 cm³), 2 zawory na cylinder, SOHC
- Układ zasilania: gaźnik
- Średnica cylindra × skok tłoka: 76,00 mm × 71,50 mm
- Stopień sprężania: 8,0:1
- Moc maksymalna: 57 KM (42 kW) przy 5200 obr./min
- Maksymalny moment obrotowy: 96 N•m przy 3000 obr./min

### Osiągi
- Przyspieszenie 0-100 km/h: b/d
- Prędkość maksymalna: 141 km/h